# Agnimitra
Agnimitra est le deuxième empereur de la dynastie Shunga. Selon les Puranas, il a régné entre 149-148 et 141 av. J.-C environ. Il succède à son père, Pushyamitra Shunga. 